# Wu Bin
Wu Bin (cinese semplificato: 吴 彬; cinese tradizionale: 吴 彬; pinyin: Wu Bin; 1937) è un artista marziale cinese.
È uno dei 19 maestri di Wushu al 9º livello Duan viventi in Cina.
Ha prodotto più campioni di Wushu di qualsiasi altro in Cina. Tra i suoi studenti figurano, tra gli altri, Jet Li, Li Jinheng, Guifeng Zhang, Zhang Hongmei, Hao Zhihua, Huang Qiuyan, Kenny Perez e Tang Laiwei.

## Biografia
Conseguita la laurea in Educazione fisica presso l'Università di Pechino, nel 1963 Wu ha iniziato la sua carriera come allenatore della squadra di Wushu di Pechino. Dal 1986 al 1992 ha ricoperto anche l'incarico di presidente del Dipartimento Tecnico del Wushu Research Institute cinese.
È presidente del Beijing Wushu Institute, direttore della squadra di Wushu di Pechino, ed è al vertice della Associazione di Wushu Cinese, dell'Asian Wushu Federation, e della Federazione Internazionale di Wushu. Ha scritto 18 libri.